# Casa de Battenberg
Els Battenberg foren una família de comtes alemanys que vivien al castell de Kellerburg, a prop de Battenberg (Hesse-Nassau) i que s'extingiran al segle xiv (cap a 1314).
El títol comtal és rehabilitat pel gran duc Lluís III del Hesse (1806-1877) i el Rhin el 1851 per a ser atorgat a Júlia von Hauke (1825 - 1895), esposa morganàtica del seu germà el príncep Alexandre (1823 -1888). Com era habitual a l'època quan se produïa un matrimoni desigual, els fills nascuts d'aquesta unió passaren a ostentar el cognom de, en aquest cas, la mare (la part desigual de la parella) i la dignitat i tractament que el cap de la casa decidís.
El 1858 els Battenberg són elevats al rang de prínceps amb el tractament d'alteses sereníssimes. Gràcies a una sèrie de matrimonis, sense cap pretensió política, els Battenberg estan entroncats amb la pràctica totalitat de les cases reials europees.
El 1917 van canviar la versió alemanya del seu cognom per la traducció a l'anglès, passant-se a anomenar Mountbatten (muntanya de Batten), tot i això els membres de la família que formaven part d'altres cases reials continuaren fent ús del Battenberg (aquest és el cas de la reina Victòria Eugènia d'Espanya i els seus fills, o el de la princesa Alícia de Grècia, esposa del príncep Andreu de Grècia).
El rei Joan Carles I d'Espanya i el príncep Felip de Grècia, Duc d'Edimburg (els seus fills són Mountbatten-Windsor) són descendents d'Alexandre de Hesse i de la Princesa Júlia de Battenberg.